# 大久保利晃
大久保 利晃（おおくぼ としてる、1939年6月6日 - ）は、日本の医師・医学者。医学博士。元産業医科大学学長。専門は公衆衛生学。大久保利通の曾孫。大久保利泰は従兄。大久保利謙は伯父。大久保利武は祖父。大久保利和は大伯父。大久保利世は高祖父。

## 来歴
東京府生まれ。1966年に慶應義塾大学医学部を卒業した。1967年から1977年に慶應義塾大学医学部衛生学・公衆衛生学助手・講師を経て、1977年から1983年に自治医科大学医学部衛生学助教授になった。1983年から産業医科大学環境疫学研究室教授に就任した。1997年 - 2002年に産業医実務研修センター所長、1999年 - 2002年に副学長となった後に、2002年 - 2005年に産業医科大学学長を務めた。その後、財団法人放射線影響研究所理事長などを歴任した。
1978年に医学博士（慶應義塾大学）を取得。1981年にカリフォルニア大学ロサンゼルス校公衆衛生学部疫学部門客員教授として留学した。また、国際貢献ではWHO講師としてクアラルンプール、ILO委員会委員としてジュネーヴ、ILO指導員としてバンコクなどへ赴いた。
学協会では、日本衛生学会評議員、日本産業衛生学会理事、日本公衆衛生学会会員、日本疫学会会員になり、国際的には英国王立医師会名誉評議員、国際労働衛生協会理事、ラマツィーニ・コレギアム会員を務めた。

## 表彰
- 1996年：日本医師会優功賞
- 1997年：労働大臣功績賞
- 2000年：日本医師会最高優功賞[2]

## 著書
- 『最新・保健医療行動の実践』（池見酉次郎・日野原重明監修、上田礼子ほか編、出版科学総合研究所、1987年）
- 『産業保健組織に関する国際標準』（監修、産業医学振興財団、1994年）
- 『事例から学ぶ産業保健の実務（1）』（監修、産業保健事例研究会著、労働基準調査会、1998年）
- 『事例から学ぶ産業保健の実務（2）』（監修、産業保健事例研究会著、労働基準調査会、1999年）
- 『事例から学ぶ産業保健の実務（3）』（監修、産業保健事例研究会著、労働基準調査会、2002年）
- 『女性労働者・事業主・医師・助産師・保健師・看護師のための職場における母性健康管理』（編著、坂元正一監修、中村正雄編、女性労働協会、2002年）
- 『健康診断ストラテジー』（監修、土屋健三郎、産業医学推進研究会編、バイオコミュニケーションズ、2005年、第2版）
- 『産業医倫理ガイダンス』（監訳、英国王立内科医会産業医部会編、バイオコミュニケーションズ、2009年）
- 国立情報学研究所 収録論文 国立情報学研究所.2010-05-05閲覧。